# Río Falling Water
El río Falling Water es un río de 46.8 millas de largo (75.3 km) que se encuentra en la parte este-central de Tennessee en los Estados Unidos. Se ubica al oeste de Monterey, en el borde de la meseta de Cumberland, y atraviesa el Eastern Highland Rim antes de descender a la cuenca de Nashville y desembocar en el lago de Center Hill a lo largo de Caney Fork. El río se destaca por las cataratas Burgess de 41 metros, que están cerca del final de su curso.